# Ексиплексна люмінесценція
Ексипле́ксна люмінесце́нція (рос. люминесценция эксиплексов, англ. exciplex-luminescence) — нове випромінення, яке супроводить концентраційне гасіння люмінесценції у випадку, коли при цьому утворюється новий бімолекулярний комплекс — ексиплекс, який здатний до емісії.